# Midnight (R)Evolution
Midnight (R)Evolution è il quinto album del gruppo pop-rock italiano A Toys Orchestra.

## Il disco
L'album presenta temi insoliti per la scrittura di Enzo Moretto, ossia le problematiche sociali.
La copertina è opera del fotografo pugliese Alessandro Tricarico, che ha realizzato anche il booklet dell'album.
L'album è accompagnato da un DVD-documentario, diretto da Alberto Fabi, che ripercorre la storia del gruppo dagli esordi, con il titolo Midnight Stories (1996-2011).
Sono stati realizzati i videoclip dei brani Midnight revolution e Welcome to Babylon.

## Tracce
1. Midnight revolution
2. Pinocchio
3. Noir Dance
4. Lotus
5. Aphelion
6. Welcome to Babylon
7. Mutiner blues
8. You can't stop me now
9. Nightmare city
10. Goodnight again
11. Late september

## Formazione

### Gruppo
- Enzo Moretto - voce, chitarra, piano, synth, chitarra slide
- Ilaria D'Angelis - voce, synth, piano, chitarra, basso
- Raffaele Benevento - basso, chitarra, voce
- Andrea Perillo - batteria, percussioni

### Ospiti
- Enrico Gabrielli - arrangiamenti orchestrali
- Rodrigo D'Erasmo - archi
- Raffaele Kohler - fiati
- Luciano Macchia - fiati